# Âme en psychologie analytique
Pour les articles homonymes, voir Âme (homonymie).
L’âme en psychologie analytique désigne la vie intérieure de l'être. Les termes de système psychique, de psyché ou d'âme sont équivalents dans le cadre de la psychologie jungienne.

## Le concept d'âme dans l'œuvre de Jung

### Genèse du concept chez Jung
Cinq ouvrages principaux traitent du concept de l'âme en psychologie analytique dont : Problèmes de l'âme moderne, L'Âme et la vie, L'homme et ses symboles et Dialectique du moi et de l'inconscient ainsi que Les Énergies de l'âme.

### L'âme objet de la psychologie analytique
Selon Friedha Fordham « Jung a choisi les termes psyché et psychique pour parler de l'esprit et de l'activité mentale, car si esprit et mental sont principalement associés à la conscience, psyché et psychique couvrent à la fois la conscience et l'inconscient ». 

Représentation conique de la structure de la psyché selon la psychologie analytique :
1. le Moi ;
2. le conscient ;
3. l'inconscient personnel ;
4. l'inconscient collectif ;
5. la partie de l’inconscient collectif qui ne peut être connue, dite « inconscient archaïque ».

La psychologie analytique décrit et révèle des « invariants de l'âme » selon Jung. Celle-ci est un lieu de rencontre entre le conscient et l'inconscient, considéré comme une dynamique qui tend à l'équilibre. Chaque concept de la psychologie jungienne, donne du sens à un aspect du système psychique. Les termes de « système psychique », de « psyché » ou d'« âme » sont tour à tour employés par Jung et ses collaborateurs, néanmoins Jung n'utilise pas le terme d'âme sans en reconnaître les connotations religieuses, ce qui lui valut la critique de mystique, notamment de la part de Freud ou de Richard Noll. Pour la psychologie analytique l'âme humaine, au sens psychique, est naturaliter religiosa (« naturellement religieuse »), en ce sens cette théorie réhabilite la fonction religieuse et spirituelle en psychologie. Il s'agit pour Jung de la seule position éthique permettant de penser l'homme dans sa globalité : « Qu'on se représente comme on voudra la relation entre Dieu et l'âme, une chose est certaine : l'âme ne peut pas être un « rien que » ; au contraire, elle a la dignité d'une entité à laquelle il est donné d'être consciente d'une relation avec la divinité, ».
La psychologie analytique envisage plusieurs voies possibles pour accéder à la psyché et qu'elle nomme les manifestations psychiques. Freud se limitait au rêve et à son contenu latent, aux mots d'esprit, aux lapsus et enfin aux actes manqués, sans oublier le comportement pathologique et névrotique alors que Jung étend les manifestations inconscientes à la culture et aux systèmes de pensée. Le rêve, qui demeure, comme chez Freud, la « voie royale » d'exploration de l'inconscient et les visions qui sont des rêves transgressant la barrière consciente, sont ainsi des appels directs de l'inconscient. Les phantasmes par ailleurs sont des matériaux inconscients que la méthode de l'imagination active permet d'intégrer. Les productions esthétiques (dessins, écrits...) dont les allégories et gravures alchimiques sont des projections conscientes de matériaux inconscients. Les mythes enfin, à un niveau davantage culturel, sont des représentations d'archétypes. Le domaine de la parapsychologie est également pour Jung un réservoir de phénomènes psychiques. La vision de fantôme par exemple s'explique par une projection de complexes psychiques personnifiés.